# 651 aC
L'any 651 aC va ser un any del calendari romà pre-julià. A l'Imperi Romà es coneixia com l'any 103 ab urbe condita. La denominació 651 aC per a aquest any s'ha utilitzat des de l'època medieval primerenca, quan l'era del calendari Anno Domini es va convertir en el mètode prevalent a Europa per nomenar els anys.

## Esdeveniments

### Orient Mitjà
- El rei Assurbanipal derrota l'exèrcit babilònic del seu mig germà Shamash-shum-ukin i envolta la ciutat fortificada de Babilònia. Comença un setge de 3 anys durant el qual els assiris derrotaran els aliats de Shamash-shum-ukin.
- El rei Teïspes d'Anshan envia ajuda a Shamash-shum-ukin però els seus hereus més tard es veuran obligats a acceptar el domini assiri.

### Àsia
- Els disturbis de Li Ji s'acaben, resultant en la mort de Li Ji, Xian, Xiqi i Zhuozi. Després de la revolta, el duc Hui de Jin esdevé governant de l'estat de Jin.[1][2]
- Zhou Xiang Wang es converteix en rei de la dinastia Zhou de la Xina.

## Necrològiques[1][2]
- Li Ji, concubina i esposa de Xian
- Xian, governador de l'estat de Jin
- Xiqi, governador de l'estat de Jin
- Zhuozi, governador de l'estat de Jin